# کوماک
شرکت هواپیماهای تجاری چین، با مسئولیت محدود. (COMAC , Chinese) یک شرکت صنایع هوافضای دولتی چین است که در ۱۱ می ۲۰۰۸ در شانگهای تأسیس شد. دفتر مرکزی آن در پودانگ، شانگهای است. این شرکت دارای سرمایه ثبت شده ۱۹ میلیارد یوان (۲٫۷ billion دلار آمریکا تا می ۲۰۰۸) است. این شرکت طراح و سازنده هواپیماهای مسافربری بزرگ با ظرفیت بیش از ۱۵۰ مسافر است.
اولین جتی که توسط صنایع کوماک به بازار عرضه شد، کوماک آی آر جی ۲۱ است که توسط شرکت صنعت هوانوردی چین I توسعه یافته است، پس از آن کوماک سی۹۱۹ ساخته شد که اولین پرواز خود را در سال ۲۰۱۷ انجام داد و مورد توجه خطوط هوایی چین قرار گرفت. C919 با ظرفیت ۱۶۸ مسافر برای رقابت در بازار جت‌های باریک پیکر (تک راهرو) طراحی شده است.

## تاریخ

### ریشه‌ها
COMAC، شرکت هواپیماهای تجاری چین، در ۱۱ می ۲۰۰۸ در شانگهای تأسیس شد. این شرکت به‌طور مشترک توسط شرکت صنعت هوانوردی چین، شرکت آلومینیوم چین، شرکت گروه بائوستیل، گروه ساینوکم، شرکت شانگهای گووشنگ، و کمیسیون نظارت و اداره دارایی‌های دولتی (ساساک) تأسیس شد.

### تحریم‌های آمریکا
در ژانویه ۲۰۲۱، دولت ایالات متحده COMAC را به عنوان یک شرکت «متعلق یا تحت کنترل» ارتش آزادی‌بخش خلق (ارتش چین) معرفی کرد و به این ترتیب هر شرکت یا فرد آمریکایی را از سرمایه‌گذاری در آن منع کرد.

## محصولات

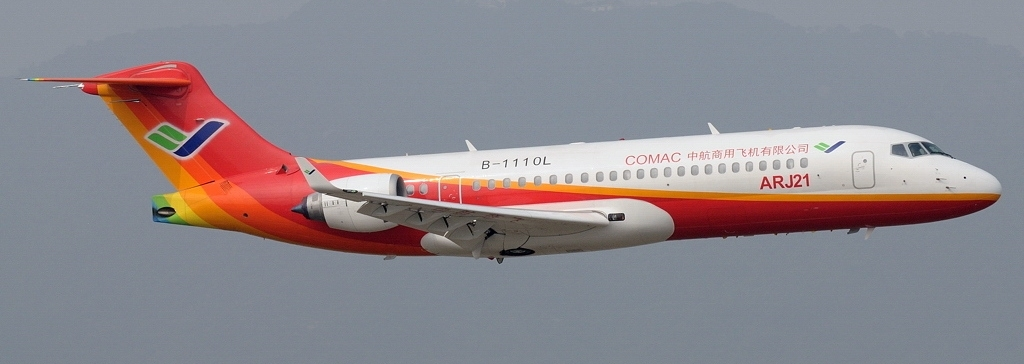
یک هواپیمای کوماک ARJ21-700 در حال پرواز در نمایشگاه هوایی ژوهای ۲۰۱۰

### قرارداد نامگذاری مدل
برای همه مدل‌هایی که فروخته می‌شوند و انواع سری‌های کوماک سی۹۱۹، سیستم نام‌گذاری COMAC برای هواپیماهای تجاری به شکل 9X9 است.

### سفارش‌ها و تحویل

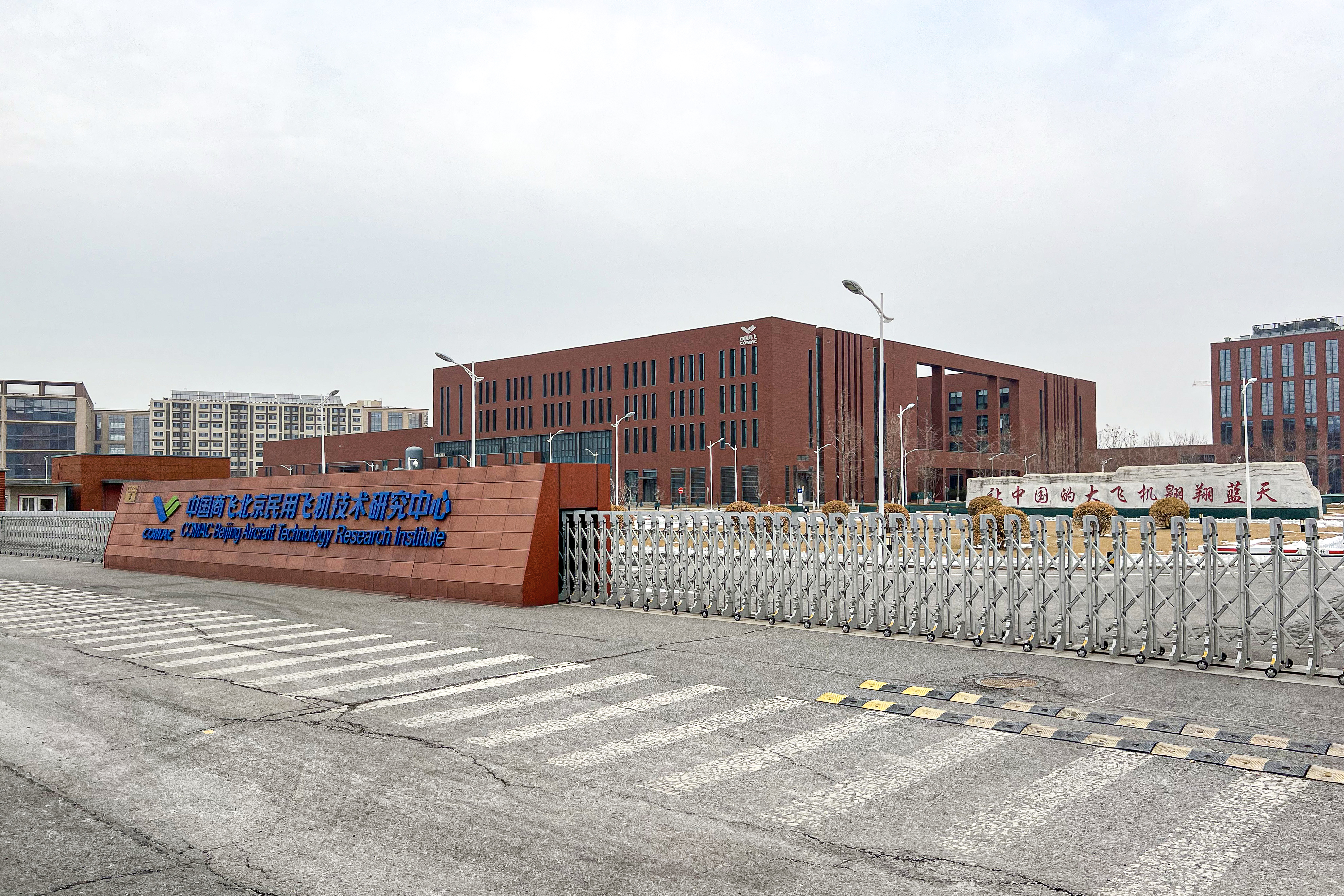
موسسه تحقیقات فناوری کوماک پکن

در مارس ٢۰٢۵
| هواپیما     | سفارشات | تحویل | در عملیات | پر نشده |
| ----------- | ------- | ----- | --------- | ------- |
| کوماک سی٩۰٩ | ٣۱٢     | ۱۶٩   | ٣۵        | ۱۵۴     |
| کوماک سی٩۱٩ | ۱۰۰۵    | ۱۶    | ۱٢۰       | ٩٨٩     |
| کوماک سی٩٢٩ |         |       |           |         |
| کوماک سی٩٣٩ |         |       |           |         |
| کوماک سی٩۴٩ |         |       |           |         |
| مجموع       | ۱٣۱٧    | ۱٨۵   | ۱۵۵       | ۱۱۴٣    |

## همکاری‌ها

### بمباردیه
در ۲۴ مارس ۲۰۱۱، Comac و شرکت کانادایی بمباردیه آیروسپیس. یک قرارداد در چارچوبی برای همکاری‌های استراتژیک بلند مدت در زمینه تولید هواپیماهای تجاری امضا کردند.
محصولات موجود در برنامه شامل:
- سری بمباردیر CRJ
- ایرباس ای۲۲۰
- دی هاویلند کانادا دش۸
- کوماک ای آر جی۲۱
- کوماک سی۹۱۹

در تاریخ می ۲۰۱۷، بمباردیه و کوماک مذاکراتی را در مورد سرمایه‌گذاری در تجارت جت مسافربری بمباردیه آغاز کردند.

### بوئینگ
در ۲۳ سپتامبر ۲۰۱۵، شرکت آمریکایی بوئینگ برنامه‌های خود را برای ساخت کارخانه ساخت و تکمیل بوئینگ ۷۳۷ در چین اعلام کرد. این تسهیلات به منظور رنگ آمیزی نمای بیرونی و نصب کابین مسافر و فضای داخلی بر روی بدنه هواپیماهای ساخته شده در ایالات متحده استفاده خواهد شد. قرار است کارخانه سرمایه‌گذاری مشترک در جواشان، پجیانگ ساخته شود.

### رایان ایر
در ژوئن ۲۰۱۱، کوماک و شرکت هواپیمایی ارزان قیمت ایرلندی رایان ایر توافقنامه ای را برای همکاری در زمینه توسعه سی۹۱۹، یک جت تجاری با بدنه باریک (باریک پیکر) ۲۰۰ صندلی که با بوئینگ ۷۳۷ و ایرباس A320 رقابت خواهد کرد، امضا کردند.

### UAC
شرکت بین‌المللی هواپیماهای تجاری چین و روسیه با مسئولیت محدود. (CRAIC)، یک شرکت سرمایه‌گذاری مشترک توسط COMAC و شرکت هواپیمایی یونایتد ایرکرفت کورپوریشن روسیه (UAC) که مسئول توسعه یک جت تجاری پهن پیکر است، در ۲۲ می ۲۰۱۷ در شانگهای تأسیس شد. تحقیق و توسعه برای هواپیمای جدید در مسکو انجام خواهد شد و در شانگهای مونتاژ خواهد شد.